# Limusa
Limusa (acrónimo de Limpieza Municipal de Lorca, S.A.) es una empresa pública del Ayuntamiento de Lorca constituida el 26 de noviembre de 1986, en virtud del acuerdo del pleno ordinario del Ayuntamiento del día 1 de octubre de 1986.
El alcalde de Lorca es el presidente de la empresa y de su consejo de administración. 

## Competencias
En la actualidad la empresa presta los siguientes servicios y actividades:
- Servicio público de limpieza, incluyendo la recogida de basuras como la limpieza viaria.
- Tratamiento, transferencia o eliminación de los residuos sólidos urbanos a través del Centro de Gestión de Residuos de Barranco Hondo.
- Limpieza de centros públicos.
- Explotación y gestión de estacionamientos y aparcamientos públicos, y control de los estacionamientos sujetos a la Ordenanza Reguladora de Aparcamiento (ORA).
- Servicio de grúa municipal y depósito municipal de vehículos.
- Servicio de autobús urbano.
- Gestión y mantenimiento de los puntos de recarga energética de vehículos eléctricos situados en vías de titularidad municipal.

### Transporte de viajeros
En febrero de 2019 el Ayuntamiento de Lorca encomendó a Limusa la prestación del servicio de transporte urbano colectivo de viajeros en autobús en la ciudad.
La flota está compuesta por un total de 5 autobuses,3 grandes y 2 pequeños (microbuses).
Hoy en día se rige por un programa excelso de explotación y una solución tecnológica avanzada enfocada al usuario. Existe una app con todas las rutas y horarios programados y en tiempo real bajo la denominación Limusa bus en las principales plataformas.
Para ver la página de cada línea, haga clic en su identificador.
| Línea | Recorrido                                    |
| ----- | -------------------------------------------- |
| 1     | Barrio Apolonia - Hospital Rafael Méndez     |
| 2     | Barrio Apolonia - C. C. Parque Almenara      |
| 3     | Óvalo - Campillo - Torre del Obispo - Purias |
| 4     | Óvalo - Santa Quiteria                       |
| 7     | Óvalo - Tercia / Marchena                    |
| 8     | Óvalo - Río                                  |
| 9     | Óvalo - Cazalla                              |
| 10    | Óvalo - Polígono                             |

El sistema tarifario de las líneas urbanas está regulado según la siguiente estructura:
| Billete                        | Precio  | Validez | Descripción                                                                 |
| ------------------------------ | ------- | ------- | --------------------------------------------------------------------------- |
| Tarifa general                 | 1,30 €  | Única   | Un viaje en cualquier línea urbana excepto L10.                             |
| Tarifa general                 | 1,50 €  | Única   | Un viaje en la línea 10 (Óvalo - Pol. Ind. Saprelorca)                      |
| Tarifa 10                      | 10,00 € | Anual   | Tarjeta recargable, con 10 viajes. Precio por viaje: 1,00 €                 |
| Tarifa 30                      | 25,00 € | Anual   | Tarjeta recargable, con 30 viajes. Precio por viaje: 0,83 €                 |
| Tarifa 50                      | 40,00 € | Anual   | Tarjeta recargable, con 50 viajes. Precio por viaje: 0,80 €                 |
| Bono Mensual                   | 30,00 € | Mensual | Tarjeta personal sin límite de viajes, excepto L10.                         |
| Bono Completo                  | 45,00 € | Mensual | Tarjeta personal sin límite de viajes.                                      |
| Bono Estudiantes               | 20,00 € | Mensual | Tarjeta personal sin límite de viajes, excepto L2 y L10.                    |
| Bono Deportes Base             | 10,00 € | Mensual | Tarjeta personal, con 20 viajes, excepto L2 y L10. Precio por viaje: 0,50 € |
| Bono Familia Numerosa Especial | 10,00 € | Mensual | Tarjeta personal, con 40 viajes, excepto L10. Precio por viaje: 0,25 €      |
| Bono Desempleado               | 10,00 € | Mensual | Tarjeta personal, con 40 viajes, excepto L10. Precio por viaje: 0,25 €      |
| Bono Pensionistas-Jubilados    | 0,00 €  | Anual   | Tarjeta personal sin límite de viajes.                                      |
| Bono Discapacitados            | 0,00 €  | Anual   | Tarjeta personal sin límite de viajes.                                      |

Los bonos personales se adquieren en la oficina de la empresa. La obtención del resto de bonos, y la renovación de todos ellos, se realiza en el propio autobús.